# BB.U.M.SS.N.
BB.U.M.SS.N. ist das Debütalbum des deutschen Rappers SSIO. Es erschien am 13. September 2013 über das Label Alles oder Nix Records.

## Entstehung und Veröffentlichung
Nachdem er im September 2012 das Mixtape Spezial Material veröffentlicht hatte, kündigte SSIO im Februar 2013 über Facebook sein Debütalbum BB.U.M.SS.N. an. Zudem veröffentlichte er das Albumcover, welches vom Hamburger Grafikdesigner Adopekid entworfen wurde. Am 14. August 2013 erschien mit Nuttööö die erste Single des Albums als Musikvideo auf YouTube, später wurden auch Vorspiel und Unbekannter Titel als Videosingles ausgekoppelt.
Das Album erschien am 13. September 2013 auf digitalen Vertriebswegen, auf CD sowie als Doppel-Vinyl. Zudem erschien ein Boxset, in dem neben dem Album auf CD auch ein T-Shirt, ein Poster sowie eine DVD enthalten waren. Die Songs Meine Freunde und Karnevalsverein waren als Bonustracks exklusiv im Boxset enthalten, während Cockpit ein iTunes-exklusiver Bonustrack war. Auf der Streaming-Version des Albums sind jedoch alle Bonustracks enthalten.

## Musik und Inhalt
An der Entstehung des Albums waren mehrere Produzenten beteiligt, die meisten Instrumentals stammen dabei vom Produzenten Reaf, der an neun Instrumentals mitwirkte. Weitere Produktionen stammen unter anderem von Gee Futuristic und Figub Brazlevič. Für die Abmischung und das Mastering war Peer Hahnefeld zuständig.
Musikalisch orientiert sich das Album stark am US-Rap der 90er-Jahre, die Instrumentals enthalten Einflüsse von Westcoast-Hip-Hop, Boom bap sowie G-Funk. Inhaltlich dreht sich das Album um typische Straßenrap-Themen wie Drogenhandel, Prostitution und das Leben auf den Straßen von SSIOs Heimatbezirk Bonn-Tannenbusch. Die Songs sind jedoch nicht ernst und düster gehalten, wie im Genre üblich, sondern weisen eine lockere Stimmung auf; SSIOs Texte sind humorvoll und selbstironisch. Der Albumtitel BB.U.M.SS.N. steht laut SSIO für „BoomBapisch Ultraamnesisch Melodischanaboler StraßenScheiß, Nuttööö“.

## Titelliste
| #  | Titel                                                          | Gastmusiker         | Produzenten                | Länge |
| -- | -------------------------------------------------------------- | ------------------- | -------------------------- | ----- |
| 1  | Vorspiel                                                       |                     | Gee Futuristic, The Ionics | 2:37  |
| 2  | Einbürgerungstest für schwererziehbare Migrantenkinder         | Kalim               | Gee Futuristic             | 3:31  |
| 3  | Ein tiefsinniges, sozialkritisches und moralvermittelndes Lied | Xatar               | Reaf                       | 2:51  |
| 4  | Das letzte Mal? Niemals!                                       |                     | Enginearz                  | 3:32  |
| 5  | 53119                                                          |                     | Reaf                       | 2:43  |
| 6  | Das Wasser ist nass                                            | 257ers              | Gee Futuristic             | 5:20  |
| 7  | Rocco Siffredi                                                 |                     | Docc Free                  | 3:37  |
| 8  | Der Kanalreiniger                                              |                     | Reaf, SSIO                 | 3:44  |
| 9  | Unbekannter Titel                                              |                     | Reaf                       | 3:00  |
| 10 | Bonn 17                                                        |                     | Reaf                       | 3:11  |
| 11 | Harz 4                                                         | Maestro, Obacha     | Baschar                    | 3:59  |
| 12 | Big King XXL                                                   |                     | Reaf                       | 3:00  |
| 13 | Illegal, Legal, Egal…                                          | Nate57, Telly Tellz | Gee Futuristic             | 5:04  |
| 14 | Du hast noch nicht mal Kekse zuhause                           | Schwesta Ewa        | Maestro                    | 3:11  |
| 15 | Nuttööö                                                        |                     | Reaf, SSIO                 | 3:34  |
| 16 | Suchtfaktor                                                    | Xatar               | Reaf                       | 3:04  |
| 17 | Schwarzer Afghane                                              | Kalim, Obacha       | Reaf                       | 3:54  |
| 18 | Schon wieder Sonntag                                           |                     | Figub Brazlevič            | 2:53  |
| 19 | Meine Freunde (Bonustrack)                                     | Samy                | m3                         | 3:07  |
| 20 | Karnevalsverein (Bonustrack)                                   | Xatar               | Maestro                    | 3:11  |
| 21 | Cockpit (Bonustrack)                                           | Xatar, Samy         | PhreQuincy                 | 3:45  |

## Rezeption
Das Hip-Hop-Magazin Juice bewertete BB.U.M.SS.N. mit fünf von sechs Kronen. Es sei „schwer, einen Straßenrapper zu finden, der es wie SSIO schafft, Wortwitz, verballert-ironischen Ticker-Humor und außergewöhnliche Rap-Skills zu einem derart runden Gesamtpaket zu schnüren“.
Thomas Haas vom Online-Magazin Laut.de vergab vier von fünf Sternen für das Album und zog folgendes Fazit: „Auf Albumlänge bietet SSIO großes Entertainment, für das schon alleine die unzähligen Adlibs sorgen. Sonst treffen gewitzte Lines, Kiffer-und Tickerhumor auf Rap-Skills, die sich mehr als sehen lassen können. So kann man auch ein Auge zudrücken, wenn die Platte inhaltlich alles andere als vielschichtig ausfällt.“ Das Magazin Backspin vergab ebenfalls vier von fünf Punkten und attestierte SSIO, „keiner der unzähligen Standard-Straßenrapper“ zu sein.
Auch Rap.de äußerte sich positiv über das Album, hob dabei vor allem die Instrumentals sowie SSIOs Humor besonders hervor und resümierte: „BB.U.M.SS.N. ist das beste deutsche Gangsta-Rap-Album seit langem“.
Das Online-Magazin Hiphop.de bewertete das Album mit 7,5 von 10 Punkten. Während die mangelnde inhaltliche Abwechslung bemängelt wurde, lobte das Magazin die Instrumentals sowie SSIOs Raptechnik: „Schade ist, dass sich die Thematiken über alle Songs hinweg wiederholen und sich nur ihr Schwerpunkt ändert. Somit unterscheiden sich die Songs fast ausschließlich über ihre Beats. Inhaltlich ginge hier sicherlich mehr. […] Trotzdem macht SSIOs Album Spaß. […] Die Platte bietet außerordentlich humorvollen und technisch versierten Straßenrap, der sich hören lassen kann.“
Thomas Kiebl vom österreichischen Hip-Hop-Magazin The Message bezeichnete das Album als eines der besten Deutschrap-Veröffentlichungen des Jahres 2013 und urteilte: „Auf BB.U.M.SS.N. hat eigentlich alles Hand und Fuß, durch das stimmige Soundbild wirkt das Album wie aus einem Guss und lässt sich ohne Probleme durchhören.“

## Chartplatzierungen
BB.U.M.SS.N. stieg in der Chartwoche des 27. September 2023 auf Position sechs in die deutschen Albumcharts ein und konnte sich insgesamt drei Wochen in den Top 100 halten. In Österreich schaffte es das Album auf Platz 19 und in der Schweiz auf Platz 18 der Charts.
| ChartsChartplatzierungen | Höchstplatzierung | Wochen |
| ------------------------ | ----------------- | ------ |
| Deutschland (GfK)        | 6 (3 Wo.)         | 3      |
| Österreich (Ö3)          | 19 (1 Wo.)        | 1      |
| Schweiz (IFPI)           | 18 (2 Wo.)        | 2      |